# PECS (絵カード交換式コミュニケーションシステム)
PECS（ペクス、英: Picture Exchange Communication System、絵カード交換式コミュニケーションシステム）は、自閉スペクトラム症をはじめとする言語発達に遅れのある子どもや成人を対象とした自発的コミュニケーション支援システムおよびその理論の総称である。
1985年にアメリカ・デラウェア州の自閉症プログラムにおいて、アンディ・ボンディ博士と言語聴覚士ロリ・フロストによって開発された。
PECSは、応用行動分析（ABA）の理論および心理学者B.F.スキナーの著書『言語行動』に基づいて設計されており、絵カードを用いた「要求」から学習を始めることで、動機づけを高め、次第に語彙を増やし、名詞と動詞を組み合わせた文構成や、感情表現を含む文の構築へと発展していくことが特徴である。

## 概要
PECSは6つの段階（フェーズ）で構成されており、学習者は、まず望む物の絵カードをコミュニケーションパートナーに手渡すという行動から学習を開始する。この際、相手が即座に望むアイテムを提供することで行動を強化する。この方法は、自閉スペクトラム症の子どもが、他者との共感（人的強化子）よりも、物そのもの（物的強化子）への関心が高い傾向を踏まえたものである。
学習が進むにつれて、単語の弁別やカードの選択、語彙の組み合わせによる文の構築（例：「〇〇ください」）、さらには属性語（例：「大きな黄色いボールをください」）の使用、質問への応答、自発的なコメントの表出など、より複雑な言語表現へと発展していく。最終的には、機能的コミュニケーションの獲得を目的としている。
PECSでは、学習者が自発的なコミュニケーション行動を獲得できるよう、さまざまなプロンプト（手助けやきっかけ）が用いられる。特に初期段階では「身体的プロンプト」が中心的に用いられ、たとえば絵カードを取って相手に渡すという一連の動作を、手を添えるなどして物理的に誘導する。身体的プロンプトは、「プロンプト・フェイディング」と呼ばれる手法により、徐々にその介入度を下げていく。なお、「言語プロンプト」（例：「カードを取って」などの音声による指示）は、プロンプトを抜きにくく、支援者の言葉を待ってから行動する「指示待ち状態」を強化してしまうリスクがあるため、原則として使用されない。
PECSの対象者には、音声による発話が困難あるいは不十分な人や、共同注意のスキルに課題がある人などが含まれる。一部の学習者は、PECSを一時的な支援手段として使用したのち、音声言語によるコミュニケーションを獲得する。一方で、発話能力が十分に発達しない場合には、絵カードによる表現レパートリーを拡張したうえで、デジタルPECSなどの音声生成装置（SGD）への移行が行われる。
PECSは、単なるコミュニケーション支援手段にとどまらず、日常生活における自立したコミュニケーションスキルの習得を通じて、問題行動の予防や軽減にもつながるとされている。PECSでは、これらのスキルを「9つの重要なコミュニケーションスキル」として整理しており、5つの表出スキル「強化子の要求」「手助けの要求」「休憩の要求」「拒否（いいえ）の表出」「肯定（はい）の表出」と、4つの理解スキル「『待って』と『ない』の理解」「指示の理解」「活動の切り替え」「スケジュールの理解」が含まれる。
また、児童精神科医の門眞一郎は、問題行動の予防の観点から、「感情・体調を伝える」という表出スキルを加えた「10の重要なコミュニケーションスキル」の習得の必要性を指摘している。

## 理論
PECSは、応用行動分析（ABA）の理論を基盤としたピラミッド教育アプローチに基づいて開発された。このアプローチはアンディ・ボンディによって提唱された体系的な教育モデルであり、特に重度の自閉スペクトラム症を持つ学習者に対して、PECSによるコミュニケーション支援を含む生活スキルの指導を、効果的かつ実践的に行うための枠組みとして用いられている。「指導内容」と「指導方法」の2つの要素で構成される。

### 指導内容
- 機能的な活動：家事や余暇活動などの自立に必要なスキルを中心とした指導を行う。
- 強力な好子（強化子）：学習者の動機づけを高めるために、自然な強化子や視覚的強化システム（トークンボード）を活用する。
- 機能的コミュニケーションスキル：日常生活に必要な表出および理解のコミュニケーションスキルの獲得を目指す。
- 状況にそぐわない不適切な行動の予防と軽減：ABC分析により行動の機能を明らかにし、機能的に等価な代替行動に置き換える。

### 指導方法
- 般化：習得したスキルが異なる状況（刺激般化）や関連行動（反応般化）においても適用されるよう支援する。
- レッスンの型：本人主導型レッスンと指導者主導型レッスンを区別し、行動単位型と行動連鎖型のレッスンを使い分ける。
- プロンプトの使用：身体的・視覚的・身振り・言語的プロンプトを状況に応じて1種類のみ適切に使用し、段階的に減らしていく（プロンプト・フェイディング）。プロンプトは最終的に自然な合図へと移行させる。必要に応じてシェイピング法も併用される。
- エラー修正法：行動単位型レッスンでは4ステップエラー修正、行動連鎖型レッスンではバックステップエラー修正を用いて行動の修正を行う。
- データ収集と分析：学習の進捗や指導方法の有効性を判断するために、定期的なデータの収集と分析を行う。

## 方法
強化子アセスメント
PECSを開始する前に、支援者は学習者が好む物（お菓子、おもちゃ等）や活動などのアイテムをリストアップし、強化子として使用可能なものを選定する。
フェーズ1：物の要求
学習者は、欲しい物を得るために1枚の絵カードを人に手渡すことを学ぶ。この段階では、強化子アセスメントに基づいて選ばれた絵カードを使い、2人の支援者（コミュニケーションパートナーと身体的プロンプター）が協力して指導を行う。学習者が欲しい物に向かって動き出したタイミングで身体的プロンプトが入り、絵カードを取ってコミュニケーションパートナーに渡す行動を習得していく。
フェーズ2：距離と持続性
学習者は、絵カードを取り、離れた場所にいる支援者にカードを手渡すことで要求を伝えることを学ぶ。このフェーズでは、人に意識を向け、自発的にコミュニケーションパートナーを探し出す力を育てることを目的としている。般化を促すために、さまざまな支援者・場所・強化子を用いてレッスンが行われる。
フェーズ3：カードの弁別
学習者は、好きなものとそうではないものの2枚の絵カードから、欲しい物のカードを選び取ることを学ぶ。正確な弁別ができるようになった後は、絵カードの枚数を徐々に増やしていき、より多くの選択肢の中から適切なカードを選ぶスキルを育てる。誤りがあった場合には、4ステップエラー修正が用いられる。
フェーズ4：文構造
学習者は、欲しい物や活動を表す絵カードと「ください」のカードを文カード上に並べ、簡単な文を構成することを学ぶ。支援者は文カードを受け取り、カードに書かれた語句を読み上げたうえで、学習者に強化子を渡す。読み上げと同時に学習者が各絵カードを指さしたりタップしたりできるようになったら、支援者は「○○」「ください」のあいだに一拍置いて読み上げ、学習者の自発的な発語を促す。発語は強要せず、あくまで自然な発声のきっかけとして時間差が活用される。また、一連のスキル習得には逆行連鎖法が有効であるとされている。
属性語　
色（赤い、青い）、大きさ（大きい、小さい）、形（丸い、四角い）、位置（上に、下に、中に）、状態（冷たい、柔らかい）、動作（投げる、捕る）などを学習し、表現を拡張していく。
フェーズ5：質問への応答
学習者は、「何が欲しいの？」という質問に対して、「○○ください」と文で答えることを学ぶ。このフェーズでは、既に習得した文構成スキルをもとに、質問に応じた要求を引き出すことが目的となる。指導には遅延プロンプトが用いられ、当初は質問と同時にカードへの指差しなどのプロンプトが提示されるが、徐々にそのタイミングを遅らせることで、学習者が自発的に応答できるようにする。質問への応答スキルを高めると同時に、これまでに習得した自発的な要求行動の維持も重視される。
フェーズ6：コメント
「何が見える？」「何が聞こえる？」「これは何？」などの問いかけに対して、「〇〇見えます」「〇〇聞こえます」といった応答的コメントを学ぶ。また、支援者からの問いかけなしで、自ら気づいたことや感じたことを伝える自発的コメントの習得も目指す。このフェーズでは、強化子を物的なものから、ほめ言葉や共感、注意を引くことなどの「人的強化子」へと段階的に移行させることで、社会的コミュニケーションの基盤を形成していく。